# 書斎の聖ヒエロニムス (デューラー、1521年)
『書斎の聖ヒエロニムス』（しょさいのせいヒエロニムス、葡: São Jerónimo、英: St. Jerome in His Study）は、ドイツのルネサンス期の巨匠、アルブレヒト・デューラーによる板上の油彩画である。デューラーが1520年から1521年にネーデルラントに滞在した際に、主題の聖ヒエロニムスを描くために地元の老人をモデルとして制作された。ウィーンのアルベルティーナには、男性の年齢（93歳）の注釈が付いた準備素描がある。画家は、1521年3月、ネーデルラントのポルトガル貿易使節団の団長であるロドリゴ・フェルナンデス・デ・アルマダに本作を寄贈した。作品は、その後、家族のコレクションに留まり、1880年に、現在の所蔵先であるポルトガルのリスボンにある国立古美術館に寄贈された。

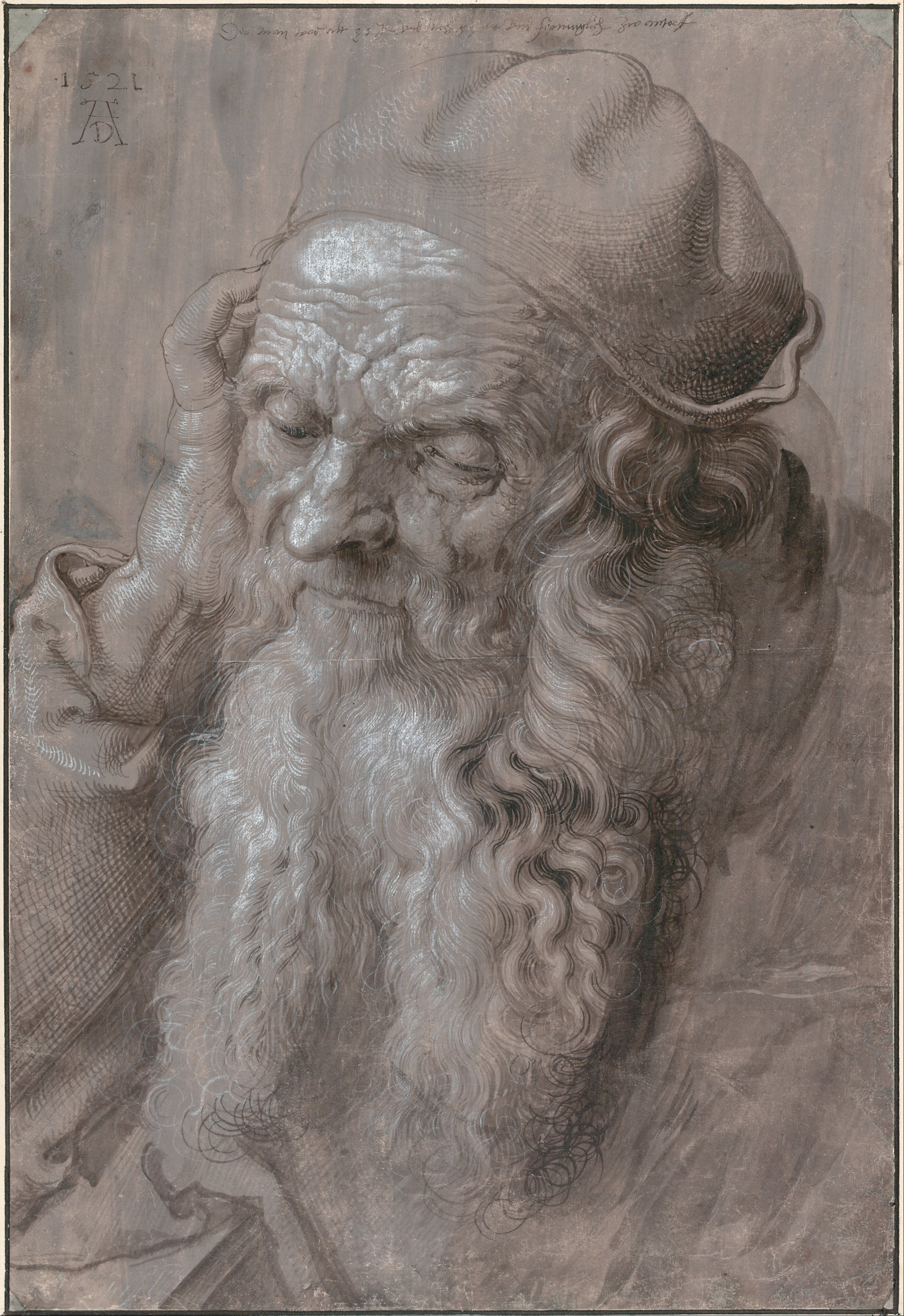
準備素描

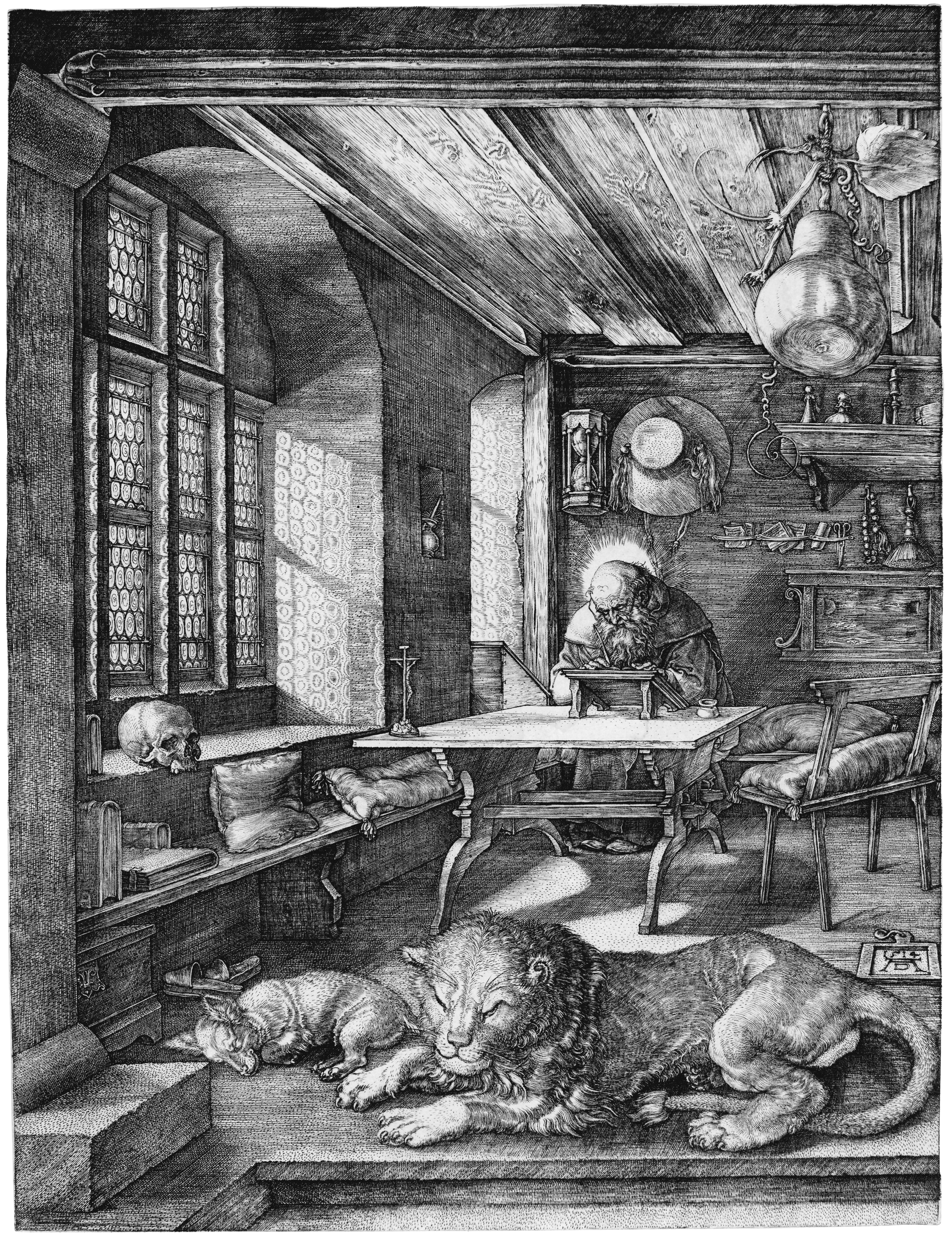
『書斎の聖ヒエロニムス』(銅版画) 1514年

## 概要
デューラーは、「書斎の聖ヒエロニムス」という題材をすでに1511年の木版画や1514年の銅版画で試みている。室内の情景を広い視野で捉え、聖人の全身像を描き出したそれらの先行作品に対して、本作の聖人の姿は半身像として大きくクローズアップされている。そのような姿は、画家がネーデルラントで親しく接した初期フランドル派の画家クエンティン・マサイスの同主題の作品あるいは肖像画から学んだものだと考えられる。
衣服、老人の肌、手前の髑髏、インク壺、書見台、および左上の十字架などには細部描写が見られる。それらの材質感の表現は、デューラー自身が「丹念に描いた」と日記に記しているだけあって、初期フランドル派美術の細部表現にひけをとらない。画家がイタリアでイタリアの絵画に対抗しようとしたように、ネーデルラントではネーデルラントの絵画に対抗しようとしているといえよう。ネーデルラントの人々が本作をどのように捉えたかについては、本作の複製が同地に数多く(25-40点ともいわれる) 残されていることから容易に推測できる。
デューラーが聖ヒエロニムスを描いた作品中、本作は肖像画に類似したものであり、詳細な研究のための余地がほとんど残っていない (聖人が背景の小さな人物となっているデューラーの1514年の銅版画などは、数少ない例である)。
モデルは、カールしていて、白みがかった黄色の顎鬚など、細部にまで気を配って描かれている。また、銅版画とは異なり、頭蓋骨の上に置かれた指がメメント・モリを意味しており、関連する重要な死の示唆がなされている。鑑賞者を見つめる老人は、死について瞑想しているのである。